# Souleymane Koanda
Souleymane Koanda (sinh ngày 21 tháng 9 năm 1992) là một cầu thủ bóng đá người Burkina Faso thi đấu cho Étoile Filante ở vị trí hậu vệ.

## Sự nghiệp
Koanda từng thi đấu cho ASFA Yennenga và Étoile Filante.
Anh ra mắt quốc tế năm 2015, và có tên trong đội hình tham dự Cúp bóng đá châu Phi 2017.